# Nidularium viridipetalum
Nidularium viridipetalum är en gräsväxtart som beskrevs av Elton Martinez Carvalho Leme. Nidularium viridipetalum ingår i släktet Nidularium och familjen Bromeliaceae. Inga underarter finns listade i Catalogue of Life.